# Ignas Šeinius
Ignas Šeinius (eigentlich Ignas Jurkūnas; * 3. April 1889 in Šeiniūnai bei Gelvonai, Wolost Širvintos, damals Russisches Kaiserreich, jetzt Rajongemeinde Širvintos, Litauen; † 15. Januar 1959 in Stockholm, Schweden) war ein litauisch-schwedischer Schriftsteller, Publizist und Diplomat. Er war während der Zwischenkriegszeit Diplomat im Dienste Litauens in den nordischen Staaten, wohin er nach der sowjetischen Besetzung Litauens emigrierte. Er ist vor allem für seinen impressionistischen Roman Kuprelis („Der Bucklige“) bekannt.

## Leben und Wirken
Ignas Šeinius wurde als Bauernsohn in Litauen geboren, das 1889 noch Teil des zaristischen Russischen Reiches war. Nach Schulbesuchen in Gelvonai und Musninkai studierte er von 1907 bis 1908 Pädagogik auf Lehramt beim litauischen Saulės-Bildungsverein in Kaunas. Anschließend veröffentlichte er in verschiedenen Zeitungen Artikel und Gedichte. Von 1910 bis 1912 übte er den Lehrerberuf in Vilnius aus.
Ein Studium der Philosophie und der Kunstgeschichte an der historisch-philosophischen Fakultät der Moskauer Schanjawski-Volksuniversität absolvierte er von 1912 bis 1915. In dieser Zeit schrieb er den Roman Kuprelis, der 1913 auf Englisch in New York erschien, und fertigte eine Übersetzung von Friedrich Nietzsches Also sprach Zarathustra an, die 1915 erschien. Des Weiteren setzte er sich in der Schrift Meno filosofijos įvadą mit der Kunstphilosophie auseinander. Im Anschluss ging er nach Stockholm, lernte die schwedische Sprache und schrieb viel für die lokale Presse, worin er Litauen mit seinen kulturellen Besonderheiten und dem Unabhängigkeitsstreben vorstellte.
In den Jahren 1916 bis 1919 war er Repräsentant des dortigen litauischen Hilfskomitees für Kriegsversehrte. Ferner gründete und leitete er den Litauischen Informationsdienst, gab ein politisches Bulletin zur Verbreitung der Unabhängigkeitsidee heraus und veröffentlichte ein kulturgeschichtliches sowie ein belletristisches Buch auf Schwedisch. Ab 1917 war er mit einer Schwedin verheiratet. 1922 bekam das Ehepaar einen Sohn.
Mit der erlangten Unabhängigkeit Litauens übernahm Šeinius diplomatische Posten in Kopenhagen (1919–1920), Helsinki (1921) und Stockholm (1923–1927). Der Dezember-Putsch 1926 in seinem Heimatland bedeutete 1927 die Schließung aller litauischen Botschaften und damit seine Entlassung aus dem diplomatischen Dienst. Er fand neue Arbeit in der schwedischen Privatwirtschaft, wobei er die Handelsangelegenheiten Litauens koordinierte. 1930 kehrte er nach Kaunas zurück. Er veröffentlichte seinen Roman Kuprelis 1932 nun auf Litauisch, prägte 1933/1934 als Chefredakteur die Ausrichtung der Zeitung Lietuvos aidas („Litauisches Echo“) und leitete als erster Vorsitzender die Geschicke des litauischen Schriftstellerverbandes. Von 1935 bis 1939 fungierte er als Presseberater in der Verwaltung der Regionalregierung Klaipėda.
Kurz als Vertreter des Litauischen Roten Kreuzes im polnisch besetzten Vilnius wirkend, flüchtete er im Sommer 1940, nachdem sich die Sowjetunion das Gebiet angeeignet hatte, über Deutschland nach Schweden zu seiner Familie. Über den Unabhängigkeitsverlust und die Besatzung verfasste er später aus der Betroffenenperspektive ein mehrbändiges Werk, genauer eine Essayfolge, unter verschiedenen Titeln, die fast alle die Metapher „Rote Flut“ beinhalten.
Šeinius schrieb in der Folge hauptsächlich auf Schwedisch. 1943 erhielt er die schwedische Staatsbürgerschaft.
Auch nach dem Ende des Zweiten Weltkriegs blieb er kreativ und kämpfte für die Wiederherstellung der staatlichen Souveränität Litauens, doch seine Bemühungen – wie die anderer Emigranten, mit denen er in Kontakt stand – brachten damals nicht die erwarteten Ergebnisse.
Ignas Šeinius starb am 15. Januar 1959 in Stockholm.

## Werkbeschreibung und Bedeutung
Šeinius gilt aufgrund seines frühen Sujets und Stils als „der erste konsequente Impressionist“ und als diesbezüglicher „Schrittmacher“ in der litauischen Literatur. Mit der Handlung seines Hauptwerks Kuprelis ist fast jeder Litauer vertraut. Der 1913 erstveröffentlichte (und später überarbeitete) Roman handelt von einem zwar armen und ungebildeten, dafür begabten, zartbesaiteten und sensiblen Buckligen, der zusehen muss, wie seine Angebetete mit einem Hallodri durchbrennt. Daraufhin zieht er sich aus der Welt zurück in die Einsiedelei. Trost findet er nicht etwa in Frömmigkeit, sondern im Naturerleben. Der Roman ist eher ein Bewusstseinsstrom als die Abfolge äußerer Geschehnisse. Somit ist der Bucklige maßgeblich die erste Figur in der litauischen Literatur, die die Philosophie als Ausweg aus einem enttäuschenden Leben entdeckt. Eine derart komplizierte Handlung und Erzählkomposition war in der litauischen Literatur neu.
In den Kurzgeschichten der Jahre 1912 bis 1914 herrschen Naturmotive und menschliche Emotionen vor. Viel Aufmerksamkeit wird der Psychologie der Charaktere, ihren Stimmungsschwankungen und Fixierungen auf spirituelle Zustände geschenkt. Eine solche Tiefe gab es ebenfalls vorher in der litauischen Literatur nicht.
Einer zweiten Schaffensperiode ist der Roman Siegfried Immerselbe atsijaunina („Siegfried Immerselbe verjüngt“, 1934) zuzurechnen. Hier zeigt Šeinius eine neue Facette: Er verflicht die Charakteristika eines wissenschaftlichen, phantastischen, politischen und satirischen Romans miteinander und macht die Rassenlehre und den ethnischen Reinheitsgedanken der Nationalsozialisten grotesk lächerlich.
Berufserfahrungen verarbeitete er 1937 auf dem Gebiet der Komödie: Diplomatai („Diplomaten“) wurde im Februar 1939 im Dramatheater Klaipėda uraufgeführt.
Spätere Werke zeigen Züge des Expressionismus beziehungsweise eine „Hinwendung zum Realismus“.

## Werke (Auswahl unter Berücksichtigung der verschiedenen Gattungen)
- Kuprelis (Roman), 1913
- Meno filosofijos įvadą (kunstphilosophische Schrift), 1915 (?)
- Litauisk kultur (kulturgeschichtliche Schrift), 1917
- Natt och Sol (Roman), 1918
- Siegfried Immerselbe atsijaunina (satirischer Roman), 1934
- Diplomatai (Komödie), 1937
- Den röda floden stiga, 1940; Den röda resan, 1942; I väntan på undret, 1942; Den röda floden svämmar över, 1945 (geschichtlich-politische Essays)